# Александр Чернятинскі
Александр Чернятинскі (фр. Alexandre Czerniatynski, нар. 28 липня 1960, Шарлеруа) — бельгійський футболіст, що грав на позиції нападника за низку бельгійських клубних команд, а також національну збірну Бельгії, у складі якої — учасник двох чемпіонатів світу. По завершенні ігрової кар'єри — тренер.
Чемпіон Бельгії. Дворазовий володар Кубка Бельгії. Володар Кубка УЄФА.

## Клубна кар'єра
У дорослому футболі дебютував 1978 року виступами за команду «Шарлеруа» з рідного міста, в якій провів три сезони, взявши участь у 53 матчах чемпіонату.
Протягом сезону 1981/82 захищав кольори «Антверпена», відзначившись високою результативністб (15 голів у 33 іграх першості), чим привернув увагу представників тренерського штабу одного з лідерів бельгійського футболу того періоду, «Андерлехта», до складу якого приєднався 1982 року. Відіграв за команду з Андерлехта наступні три сезони своєї ігрової кар'єри. Більшість часу, проведеного у складі «Андерлехта», був основним гравцем атакувальної ланки команди і одним з її головних бомбардирів, маючи середню результативність на рівні 0,49 голу за гру першості. 1983 року  став володарем Кубка УЄФА, а за два роки виборов титул чемпіона Бельгії.
1985 року уклав контракт зі «Стандардом» (Льєж), у складі якого провів наступні чотири роки своєї кар'єри гравця. Граючи у складі «Стандарда» також здебільшого виходив на поле в основному складі команди. В новому клубі був серед найкращих голеодорів, відзначаючись забитим голом в середньому щонайменше у кожній третій грі чемпіонату.
З 1989 року знову, цього разу чотири сезони, захищав кольори «Антверпена», був одним з основних нападників і мав результативнить у 0,41 гола за матч чемпіонату.
Протягом 1993–1996 років захищав кольори «Мехелена», після чого досвідчений нападник два роки відіграв за «Жерміналь-Екерен».
Завершив ігрову кар'єру у команді «Льєжа», за яку виступав у другому дивізіоні Бельгії протягом 1998—1999 років.

## Виступи за збірну
1981 року дебютував в офіційних матчах у складі національної збірної Бельгії.
Був основним гравцем бельгійців на чемпіонаті світу 1982 року в Іспанії, де команда вибула з боротьби на другому груповому етапі, а Чернятинскі став автором єдиного голу у грі з Угорщиною, принісши своїй команді нічию у цій грі. За два роки поїхав зі збірною на чемпіонат Європи 1984 до Франції, де, утім, на поле не виходив.
У 33-річному віці був включений до заявки національної команди на свій другий мундіаль, чемпіонат світу 1994 у США, де вийшов на заміну у матчі 1/8 фіналу проти збірної Німеччини, не зумівши допомогти бельгійцям уникнути поразки з рахунком 2:3.
Загалом протягом кар'єри у національній команді, яка тривала 14 років, провів у її формі 31 матч, забивши 7 голів.

## Кар'єра тренера
Розпочав тренерську кар'єру відразу ж по завершенні кар'єри гравця, ставши 1999 року головним тренером молодіжної команди «Стандарда» (Льєж). За два роки обійняв аналогічну посаду у «Мехелені», а ще за рік, у 2002, очолив вже головну команду клубу.
Згодом працював з низкою бельгійських клубних команд, останньою з яких наразі була команда клубу «Олімпік» (Шарлеруа), головним тренером якої Александр Чернятинскі був протягом 2016 року.

## Титули і досягнення

### Командні
- Чемпіон Бельгії (1):

«Андерлехт»: 1984-1985
- Володар Кубка Бельгії (2):

«Антверпен»: 1991-1992
«Жерміналь-Екерен»: 1996-1997
- Володар Кубка УЄФА (1):

«Андерлехт»: 1982-1983

### Особисті
- Найкращий бомбардир Кубка володарів кубків УЄФА (1): 1992-1993  (7 голів)